# 蓝旗大桥
蓝旗大桥或称兰旗大桥，位于中国吉林省吉林市丰满区，是跨越松花江的一座桥梁。2005年4月20日动工，2014年8月25日通车。大桥属于吉林市绕城高速公路的一部分。
大桥全长625米，双向4车道。